# 지모쿠지역
지모쿠지역(일본어: 甚目寺駅)은 일본 아이치현 아마시에 위치한 나고야 철도 쓰시마선의 철도역이다. 역 번호는 TB 01이며, 상대식 승강장 2면 2선의 구조를 갖춘 지상역이다.

## 타는 곳
| 1 | ■ 쓰시마 선 | 하행 | 쓰시마 · 사야 · 야토미 · 모리카미 · 이치노미야 방면         |
| 2 | ■ 쓰시마 선 | 상행 | 스카구치 · 나고야 · 히가시오카자키 · 니시오 · 오타가와 방면 |

## 이용 현황
| 연도 | 1일 평균 승차 인원 |
| ---- | ------------------ |
| 2003 | 9,069              |
| 2004 | 8,882              |
| 2005 | 9,091              |
| 2006 | 9,288              |
| 2007 | 9,381              |
| 2008 | 9,223              |

## 역 주변
- 아마 시민 병원
- 아마 시청 지모쿠지 청사
- 아마 시 지모쿠지 종합 체육관
- 아마 시 지모쿠지 종합 복지 회관

## 인접 역
| 나고야 철도 쓰시마선         | 나고야 철도 쓰시마선       | 나고야 철도 쓰시마선   |
| ---------------------------- | -------------------------- | ---------------------- |
| NH 42 스카구치 스카구치 방면 | ■ 특급 · ■ 급행 · ■ 준특급 | 기다 TB 03 쓰시마 방면 |
| NH 42 스카구치 스카구치 방면 | ■ 보통                     | 싯포 TB 02 쓰시마 방면 |